# 브룩 밸런타인
브룩 밸런타인(Brooke Valentine, 1984년 10월 5일 ~ )은 미국의 싱어송라이터, 모델, 배우다.